# Al-Rajhi Bank
Al Rajhi Bank (араб. مصرف الراجحي‎, Масриф ар-Раджхи) — второй крупнейший банк Саудовской Аравии. В списке крупнейших публичных компаний мира Forbes Global 2000 за 2021 год занял 380-е место, в том числе 300-е по активам, 236-е по чистой прибыли и 265-е по рыночной капитализации.

## История
Основателем банка является Сулейман ибн Абдул-Азиз ар-Раджхи. В 1957 году он открыл второе отделение конторы по обмену валют своего брата, а в 1970 году создал собственную контору. В 1988 году контора была перерегистрирована как Al Rajhi Banking and Investment Corporation (араб. شركة الراجحي المصرفية للاستثمار‎— «Банковская и инвестиционная корпорация ар-Раджхи»). В 2003 году название сокращено до Al Rajhi Bank. В 2006 году был открыт дочерний банк в Малайзии — Al Rajhi Bank Malaysia.

## Собственники и руководство
- Абдулла ибн Сулейман ар-Раджхи[араб.] — председатель совета директоров, в банке с 1979 года; держатель 2 % акций банка.
- Валид ибн Абдулла аль-Мукбиль — главный исполнительный директор (CEO)
- Робин Дуглас Джонс — главный операционный директор, ранее занимал такой же пост в HSBC.

## Деятельность
Сеть банка состоит из 543 отделений и 5211 банкоматов в Саудовской Аравии, а также 2 отделений в Кувейте и 10 в Иордании и дочернего банка в Малайзии с 16 отделениями. Активы банка на конец 2020 года составили 469 млрд риалов (125 млрд долларов США, 16 % от активов всех банков страны), из них 316 млрд пришлось на выданные кредиты, 60 млрд на инвестиции; принятые депозиты составили 383 млрд риалов.

## Дочерние компании
Основные дочерние компании на 2020 год:
- Al Rajhi Development Company — ипотечное кредитование
- Al Rajhi Corporation Limited — исламский банк в Малайзии
- Al Rajhi Capital Company — операции с ценными бумагами
- Al Rajhi Takaful Agency Company — страхование
- Al Rajhi Company for Management Services — компания по подбору персонала
- Emkan Finance Company — микрофинансирование, лизинг
- Tawtheeq Company — юридические услуги
- Al Rajhi Financial Markets Ltd. — офшорная компания на Каймановых островах